# Desa Margaharja
Desa Margaharja är en administrativ ort i Indonesien.   Den ligger i provinsen Jawa Barat, i den västra delen av landet, 210 km sydost om huvudstaden Jakarta.